# Ordine del grano d'oro
L'ordine del grano d'oro (in cinese: 嘉禾) era un'onorificenza della Repubblica di Cina.

## Storia
L'ordine venne istituito da Chiang Kai-shek il 29 luglio 1912, e nel 1929 venne a confluire nell'ordine di Giada.
Tra le personalità che ricevettero questa onorificenza vi furono Robert Hotung, Léon Bourgeois, John Pershing e Henry Hughes Wilson.

## Insegne
La  medaglia consisteva in un sole raggiante di otto braccia, ciascuna tripuntata, avente al centro un medaglione smaltato raffigurate tre spighe d'oro, attorniato da un anello decorato smaltato. Sul retro il medaglione centrale tondo è rosso con in oro il nome dell'onorificenza in cinese.
Il  nastro era originariamente bianco con una striscia rossa per parte, mutato successivamente in blu con una striscia rossa per parte.